# Monuments nationaux de Gračanica
Cet article recense les monuments nationaux situés sur le territoire de la municipalité de Gračanica en Bosnie-Herzégovine et dans la fédération de Bosnie-et-Herzégovine. La liste établie par la Commission pour la protection des monuments nationaux compte 9 monuments nationaux inscrits sur la liste principale et 1 monument inscrit sur une liste provisoire.

## Monuments nationaux
| Monument                                   | Localité        | Géolocalisation | Datation                       | Commentaire éventuel                 | Photo |
| ------------------------------------------ | --------------- | --------------- | ------------------------------ | ------------------------------------ | ----- |
| Donja džamija à Lukavica (Mosquée basse)   | Lukavica-Delići |                 | Vers 1900                      |                                      |       |
| Église de l'Ascension de Gračanica         | Gračanica       |                 | Début du XXe siècle            | Avec son iconostase                  |       |
| Hôtel de ville de Gračanica                | Gračanica       |                 | 1887                           | Ancien konak                         |       |
| Korića Han                                 | Gračanica       |                 | Préhistoire                    | Site archéologique                   |       |
| Maison de Mara Popović                     | Gračanica       |                 | 1840                           | Lieu historique                      |       |
| Moquée de Hadži Džafer (Lipanjska džamija) | Gračanica       |                 | Début du XXe siècle ?          | Avec le harem                        |       |
| Tour de l'horloge de Gračanica             | Gračanica       |                 | Période ottomane               | Au centre de la čaršija de Gračanica |       |
| Vieille mosquée de Soko                    | Soko            |                 | Première moitié du XVIe siècle | Avec son cimetière                   |       |
| Forteresse de Soko                         | Soko            |                 | Première moitié du XVe siècle  |                                      |       |

## Liste provisoire
| Monument             | Localité | Géolocalisation | Datation | Commentaire éventuel      | Photo |
| -------------------- | -------- | --------------- | -------- | ------------------------- | ----- |
| Monastère de Petrovo | Petrovo  |                 |          | Monastère orthodoxe serbe |       |